# 惡人正機說
惡人正機說是日本佛教淨土真宗的教義之一，由僧侶親鸞於鎌倉時代初期創立。親鸞認為，惡人也可以往生極樂世界；因為此說，關東地方出現「造惡無礙」的信徒，隨心所欲的殺生。然而，親鸞對迫不得已而作壞事的人感到同情，卻非常反對人故意去作壞事，「就算是有解藥，也沒必要喝鴆酒」。親鸞派其子善鸞去關東地方宣揚親鸞的說法，但善鸞處理不周，反被奸人蠱惑，控訴親鸞得力弟子性信等人。高齡八十四歲的親鸞為了防止事態惡化，宣佈與善鸞斷絕父子關係。親鸞也因此提出惡人正機說，宣稱迫不得已而作惡是可以被原諒的。

## 概論
親鸞師承法然。法然當年提出「善人正機說」，勉勵信徒只要皈信阿彌陀佛，加上行善，必然會得救，往生西方淨土。法然表示「惡人尚且往生，何況善人」，意思就是：惡人都能得救，跟不做惡事的善人比，善人显然更能得救。阿彌陀佛連惡人都願意拯救，更何況善人？這也是淨土宗的思想，需要用自己修行的力量（自力），加上佛的願力（他力），以求得拯救。
但是親鸞在關東地方傳教甚久，發現獵人、漁夫、屠夫與下級的武士等從事殺生工作，依照因果論，死後應該要墮入三惡趣。但是不從事殺生，貧苦的民眾連民生物資都有問題，根本無力去修行佛道，也常常為了賺錢謀生而觸犯戒律。
所以親鸞提出了對法然「善人正機說」的反義，稱作「惡人正機說」。親鸞把法然的話反過來說，他說「善人尚且往生，況惡人耶？」。親鸞認為，一般人如果可以依靠自己的力量行善、修行而至覺悟而解脫，就不需要阿彌陀佛。因此，就是為了接引惡人，佛既然慈悲，一定願意拯救最底層的人。尤其這些造作業障的惡人，更應該是阿彌陀佛的首先救援對象。親鸞主張「絕對他力」，稱只要堅信彌陀，不管甚麼樣的人都一定會得到解救。
親鸞之後建立了淨土真宗。淨土真宗的僧侶不遵守古印度的戒律，允許娶妻生子，寺院住持位置由家族世襲傳承。日本佛教其他宗派的出家眾，在19世紀明治維新時，才開放僧人結婚。